# Генерал-губернатор Канади
Генера́л-губерна́тор Кана́ди (англ. Governor General of Canada, фр. Gouverneur général du Canada) — офіційний представник глави Канадської монархії (також інших країн, що входять до Британської Співдружності) у ранзі віцекороля і суверена.
За рекомендацією прем'єр-міністра Канади монарх призначає генерал-губернатора для виконання від свого імені конституційних та церемоніальних служб.  Хоча призначення відбувається на невизначений термін, зазвичай генерал-губернатор залишається на посаді впродовж п'яти років. Генерал-губернатор таки завжди підтримує прямий контакт із монархом — і, при призначенні, франко- й англомовні генерал-губернатори, як правило, чергуються.

## Історія
Посада генерал-губернатора — найстарша неперервна державна посада в Канаді: бере вона початок від колоніальних губернаторів Нової Франції і Британської Північної Америки 16 і 17 ст.
Згідно з «Актом про Британську Північну Америку» 1867 року, який проголосив Канаду домініоном Великої Британії, посада генерал-губернатора була визначена водночас із створенням Таємної ради королеви щодо Канади, які представляли уряд Великої Британії.  У 1931 за «Вестмінстерським статутом»  генерал-губернатор і Рада стали представниками новопроголошеної Канадської монархії. А за «Законом про міліцію» від 1904 генерал-губернатор отримав звання  верховного головнокомандувача Канадської міліції.
У 1927 генерал-губернатор Канади здійснив свій перший міжнародний візит. У 1949 Георг VI, король Великої Британії і Британської Співдружності доручив генерал-губернатору майже всі свої владні повноваження. За «Конституційним актом» від 1982 року будь-які зміни повноважень корони і генерал-губернатора вимагають одностайної згоди законодавчих органів кожної із провінцій, а також федерального парламенту.

## Роль
Канада є монархією, яка має спільного монарха з іншими країнами Британської Співдружності. Монарх живе за кордонами Канади, а його інтереси представляє генерал-губернатор. За Конституцією він діє, дотримуючись принципів парламентської демократії, відповідального правління, є гарантом неперервного і стабільного управління та неупередженою перепоною на шляху до зловживання владою. Проте вирішенням щоденних справ, пов'язаних з відстоюванням інтересів корони, займаються різні виборні та призначені особи, а генерал-губернатор виконує здебільшого церемоніальні обов'язки.

## Конституційна роль
Конституційний мандат генерал-губернатора включає:
- Скликання парламенту — тільки генерал-губернатор має право скликати сесію парламенту
- Промови від імені трону — при закінченні сесії парламенту генерал-губернатора зачитує промову про регламент уряду в наступному терміні.
- Відкликання парламенту.
- Надання королівського дозволу. Генерал-губернатор має наступні повноваження:
  1. Дарувати королівський дозвіл на затвердження законопроєкту. В такому разі законопроєкт стає законом
  2. Він може відмовити в королівському дозволі — накласти вето на законопроєкт
  3. Він може утриматися від надання дозволу і на два роки затримати законопроєкт.

За сьогодення генерал-губернатор не накладав вето на жоден законопроєкт.
- Генерал-губернатор призначає членів Таємної ради королеви щодо Канади.
- За рекомендацією уряду генерал-губернатор призначає лейтенант-губернаторів канадських провінцій
- За рекомендацією уряду  генерал-губернатор призначає сенаторів, спікерів сенату (головних офіцерів), суддів Верховної ради Канади, суддів провінцій, крім суддів провінцій Нова Шотландія і Нью-Брансвік.

## Церемоніальна роль
Генерал-губернатор приймає гостей родини канадського монарха, інших іноземних монархій, глав держав, коли вони перебувають у Канаді. З дозволу монарха генерал-губернатор може представляти його та країну Канаду у закордонних візитах.  Генерал-губернатор видає вірчі грамоти канадським послам і відкликає їх, отримує вірчі грамоти від іноземних послів, призначених до Канади.
Генерал-губернатор сприяє народній єдності та гордості, мандрує Канадою, зустрічаючись із канадцями, вручає державні нагороди та почесті.  Під час федеральних виборів, генерал-губернатор скорочує виконання громадських церемоній, щоб не створювати враження впливу на політику.
Генерал-губернатор є від імені монарха верховним головнокомандувачем Канадської міліції. Він відвідує підрозділи міліції в усій Канади з метою заохочення зразкового виконання її обов'язків і підтримки морального стану.
Генерал-губернатор є почесним полковником трьох полків:
- Кінної гвардії генерал-губернатора
- Піхотної гвардії генерал-губернатора
- Гвардії канадських гренадерів

З 1946 генерал-губернатор Канади є також головою канадських скаутів.

## Офіційні резиденції
Офіційною резиденцією генерал-губернатора Канади в Оттаві є Рідо-Голл.  З 1872  резиденцією генерал-губернатор Канади в місті Квебек є Сітадель-де-Кебек.

## Список генерал-губернаторів
| № п/п | Прізвище та ім'я                                                                            | Час на посаді                       |
| ----- | ------------------------------------------------------------------------------------------- | ----------------------------------- |
| 1     | Чарльз Монк (англ. Charles Monck, 4th Viscount Monck)                                       | 1 липня 1867 — 2 лютого 1869        |
| 2     | Джон Янг (англ. John Young, 1st Baron Lisgar)                                               | 2 лютого 1869 — 25 червня 1872      |
| 3     | Фредерік Гамільтон-Темпель-Блеквуд (англ. Frederick Hamilton-Temple-Blackwood)              | 25 червня 1872 — 25 листопада 1878  |
| 4     | Джон Кемпбелл (англ. John Campbell, 9th Duke of Argyll)                                     | 25 листопада 1878 — 23 жовтня 1883  |
| 5     | Генрі Петті-Фітцморіс (англ. Henry Petty-FitzMaurice, 5. Marquess of Lansdowne)             | 23 жовтня 1883 — 11 червня 1888     |
| 6     | Фредерик Артур Стенлі (англ. Frederick Arthur Stanley, 16th Earl of Derby)                  | 11 червня 1888 — 18 вересня 1893    |
| 7     | Джон Гамільтон-Гордон (англ. John Hamilton-Gordon, 1st Marquess of Aberdeen and Temair)     | 18 вересня 1893 — 12 листопада 1898 |
| 8     | Гілберт Елліот-Мюррей-Кінінмонд (англ. Gilbert Elliot-Murray-Kynynmound, 4th Earl of Minto) | 12 листопада 1898 — 10 грудня 1904  |
| 9     | Альберт Генрі Джордж Грей (англ. Albert Henry George Grey, 4th Earl Grey)                   | 10 грудня 1904 — 13 жовтня 1911     |
| 10    | Артур Вільям Патрик Альберт (англ. Arthur William Patrick Albert)                           | 13 жовтня 1911 — 11 листопада 1916  |
| 11    | Віктор Кавендиш (англ. Victor Christian William Cavendish, 9th Duke of Devonshire)          | 11 листопада 1916 — 2 серпня 1921   |
| 12    | Джуліан Бінг (англ. Julian Byng, 1st Viscount Byng of Vimy)                                 | 2 серпня 1921 — 5 серпня 1926       |
| 13    | Фрімен Фрімен-Томас (англ. Freeman Freeman-Thomas, 1st Marquess of Willingdon)              | 5 серпня 1926 — 4 квітня 1931       |
| 14    | Вір Понсонбі (англ. Vere Ponsonby, 9th Earl of Bessborough)                                 | 4 квітня 1931 — 2 листопада 1935    |
| 15    | Джон Бакен Твідсмур (англ. John Buchan, 1st Baron Tweedsmuir)                               | 2 листопада 1935 — 11 лютого 1940   |
| 16    | Александр Кембридж (англ. Alexander Augustus Frederick William Alfred George Cambridge)     | 21 червня 1940 — 12 квітня 1946     |
| 17    | Гаролд Александер (англ. Harold Alexander, 1st Earl Alexander of Tunis)                     | 12 квітня 1946 — 28 лютого 1952     |
| 18    | Вінсент Мессей (англ. Charles Vincent Massey)                                               | 28 лютого 1952 — 15 вересня 1959    |
| 19    | Жорж Ваньє (фр. Georges-Philéas Vanier)                                                     | 15 вересня 1959 — 5 березня 1967    |
| 20    | Роланд Міченер (англ. Daniel Roland Michener)                                               | 17 квітня 1967 — 14 січня 1974      |
| 21    | Жуль Леже (фр. Jules Léger)                                                                 | 14 січня 1974 — 22 січня 1979       |
| 22    | Едвард Шраєр (англ. Edward Richard Schreyer)                                                | 22 січня 1979 — 14 травня 1984      |
| 23    | Жанна Сове (фр. Jeanne Mathilde Sauvé)                                                      | 14 травня 1984 — 28 січня 1990      |
| 24    | Роман Гнатишин (англ. Ramon John «Ray» Hnatyshyn)                                           | 29 січня 1990 — 8 лютого 1995       |
| 25    | Ромео Леблан (фр. Roméo-Adrien LeBlanc)                                                     | 8 лютого 1995 — 8 жовтня 1999       |
| 26    | Адрієн Кларксон (англ. Adrienne Louise Clarkson)                                            | 7 жовтня 1999 — 27 вересня 2005     |
| 27    | Мікаель Жан (фр. Michaëlle Jean)                                                            | 27 вересня 2005 — 1 жовтня 2010     |
| 28    | Девід Ллойд Джонстон (англ. David Johnston)                                                 | 1 жовтня 2010 — 2 жовтня 2017       |
| 29    | Жулі Пейєтт (англ. Julie Payette)                                                           | 2 жовтня 2017 — 21 січня 2021       |
| 30    | Ришар Вагнер (фр. Richard Wagner)                                                           | 21 січня 2021 — 26 липня 2021       |
| 31    | Мері Саймон (фр. Mary Simon)                                                                | з 26 липня 2021                     |

## Інституції, засновані генерал-губернаторами
Впродовж свого перебування на посаді генерал-губернатори започаткували ряд товариств, інституції та фондів:
- Королівське товариство Канади — Джон Кемпбелл
- Перша протитуберкульозна асоціація Канади Гілберт Елліот-Мюррей-Кінінмонд
- Батлфілдс-Парк — Артур Генрі Джордж Грей
- Королівський ювілейний фонд боротьби з раком — Вір Понсонбі
- Родинний інститут Ваньє — Жорж Ваньє
- Фундація імені Жанни Сове — Жанна Сове
- Фундація імені Романа Гнатишина — Роман Гнатишин
- Інститут канадського громадянства — Адріен Кларксон

## Галерея

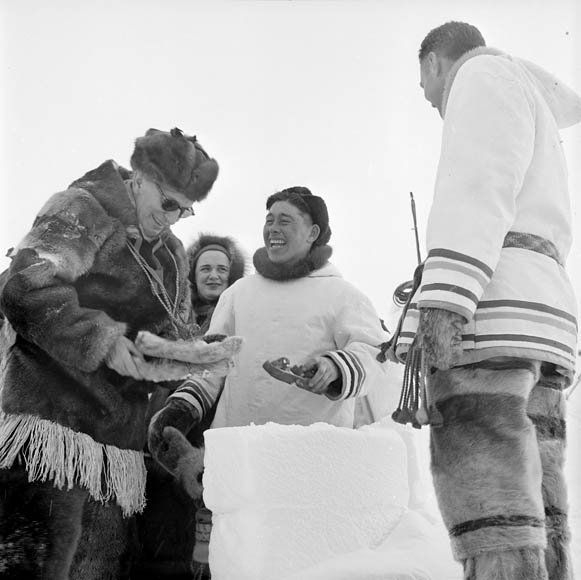
Генерал-губернатор Мессей в Арктиці у 1955
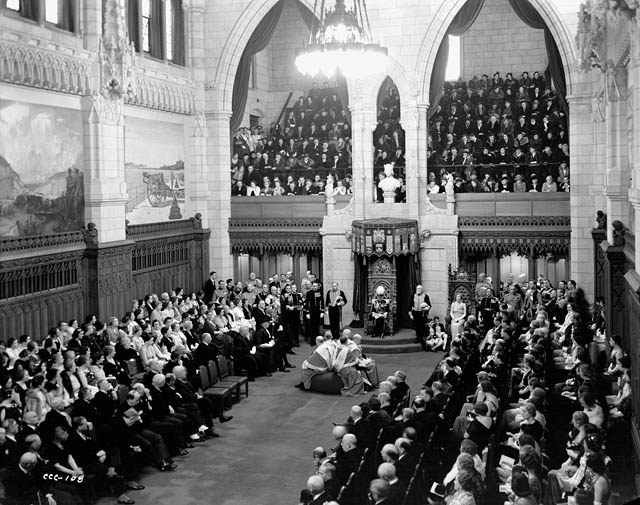
Промова від імені трону — генерал-губернатор Твідсмур 27 січня 1938.
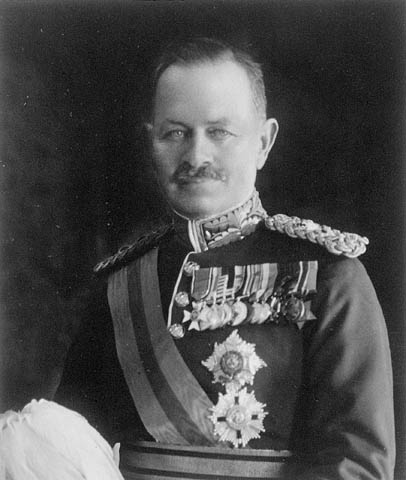
Генерал-губернатор лорд Бінг (1921-1926)
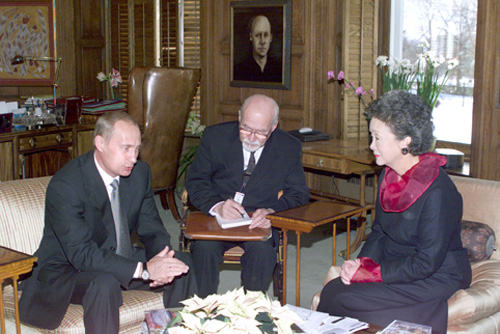
Генерал-губернатор Кларксон і Володимир Путін (2000)
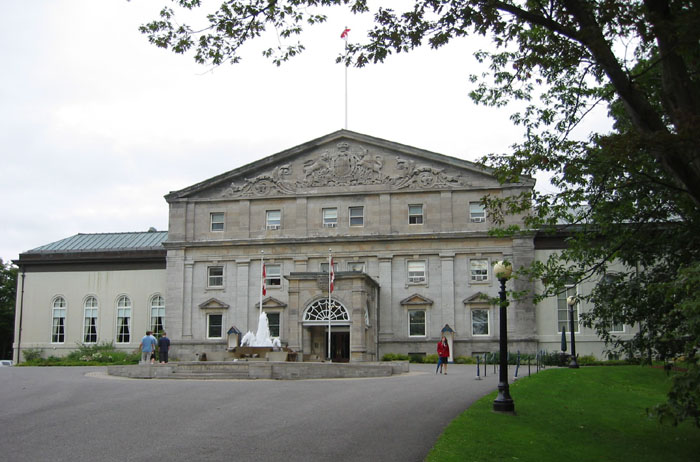
Рідо-Голл
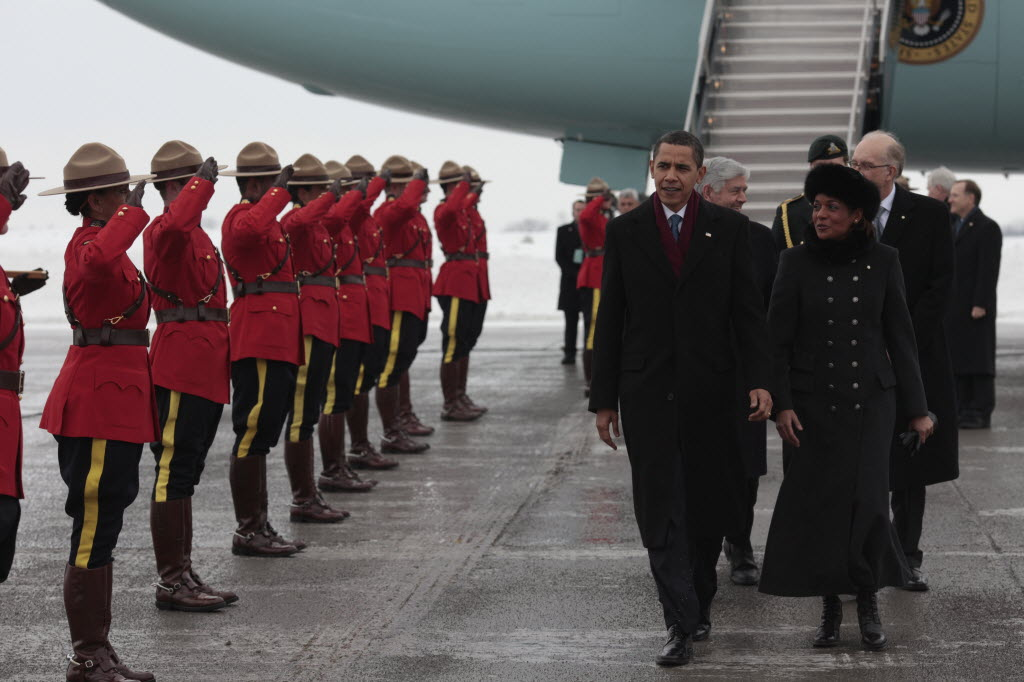
Генерал-губернатор Мікаель Жан і Барак Обама 18 лютого 2009